# برنسهاوزن
برنسهاوزن (به آلمانی: Bernshausen) یک منطقهٔ مسکونی در آلمان است که در زبورگ (نیدرزاکسن) واقع شده‌است. برنسهاوزن ۵٫۳۹ کیلومتر مربع مساحت و ۵۹۰ نفر جمعیت دارد.